# Dumbrăvița, Botoșani
Dumbrăvița este un sat în comuna Ibănești din județul Botoșani, Moldova, România.
 Acest articol despre o localitate din județul Botoșani este deocamdată un ciot. Puteți ajuta Wikipedia prin completarea lui.
Dumbravita este o localitate in comuna Ibanesti judetul Botosani tara Romania . 